# キム課長とソ理事〜Bravo! Your Life〜
『キム課長とソ理事〜Bravo! Your Life〜』（キムかちょうとソりじ〜ブラボー！ユアライフ〜、朝: 김과장、英: Good Manager）は、韓国のテレビドラマ。出演は、ナムグン・ミン、ナム・サンミ、イ・ジュノ、チョン・ヘソンなど。2017年1月25日から3月30日まで韓国KBS2で毎週水・木曜日22:00（KST）から全20話放送された。

## あらすじ
地方都市でナイトクラブの経理を担当していたキム・ソンニョン（ナムグン・ミン）は、デンマーク移住を夢見て会社の資金をピンハネしていたが、社長にバレて仕事を追われてしまう。一方、ソウルでは、大手企業TQグループの経理課長が横領の末に自殺未遂で意識不明となったが、部下のユン・ハギョン（ナム・サンミ）は誠実な課長が起こした事件に疑念を抱いていた。そんな中、TQグループ会長に財務理事としてヘッドハンティングされた元検事ソ・ユル（イ・ジュノ）は、経理課長の後任採用に応募してきたソンニョンに目を付け、事件のもみ消しに利用しようと画策する。しかし、ソンニョンは与えられた資料からTQグループの汚職と横領事件の裏に気付き、不穏な会社を早く辞めたいと考えるが、意図せず人助けをしてしまい、聖人として注目されてしまう。

## 登場人物

### 主要人物
キム・ソンニョン
演 - ナムグン・ミン
群山でナイトクラブを経営するドクポ興業の経理担当だったが、ソウルの大手企業TQグループの経理課長として採用される。不正と脱税の疑いで毎年取り調べを受けているが、その都度無実で釈放されている。
ユン・ハギョン
演 - ナム・サンミ
会社の負け組部署と言われている経理部の代理。強気で真っすぐな性格で、ソンニョンと対立する。
ソ・ユル
演 - イ・ジュノ
会計事件を得意とするエース検事だったが、TQグループ会長にヘッドハンティングされ、財務理事に就任する。
ホン・ガウン
演 - チョン・ヘソン
検察の新人捜査官。TQグループ会計部にインターンとして潜入する。

### TQグループ経理部
チュ・ナムホ
演 - キム・ウォネ
経理部長。
イ・ジェジュン
演 - キム・ガンヒョン
経理部主任。
ウォン・ギオク
演 - チョ・ヒョンシク
経理部社員。
ピン・ヒジン
演 - リュ・ヘリン
経理部社員。
ソン・サンテ
演 - キム・ソンホ
経理部社員。

### TQグループの人々
パク・ヒョンド
演 - パク・ヨンギュ
TQグループ会長。
チャン・ユソン
演 - イ・イルファ
TQグループ社長。ヒョンドの妻。
チョ・ミニョン
演 - ソ・ジョンヨン
TQグループ常務。
コ・マングン
演 - チョン・ソギョン
財務管理本部長。
イ・ガンシク
演 - キム・ミンサン
会計部長。
オム・グムシム
演 - ファン・ヨンヒ
清掃班長。
ナ・ヒヨン
演 - キム・ジェファ
人事管理室長。
パク・ミョンソク
演 - ドンハ
広報本部副本部長。TQグループ会長の息子。

### ソウル中央地検
ハン・ドンフン
演 - チョン・ムンソン
特捜部検事。ガウンをTQグループに送り込む。

### 群山の人々
オ・グァンスク
演 - イム・ファヨン
ソンニョンの元部下。
ペ・ドクポ
演 - キム・ウンス
ドクポ興業代表。

## オリジナルサウンドトラック

### Part 1
| #         | タイトル                     | 作詞                      | 作曲・編曲                | アーティスト | 時間  |
| --------- | ---------------------------- | ------------------------- | ------------------------- | ------------ | ----- |
| 1.        | 「Must Be The Money」        | キム・ソンテ イム・チョル | キム・ソンテ チェ・ヘソン | DinDin       | 03:14 |
| 2.        | 「Must Be The Money」(Inst.) |                           | キム・ソンテ チェ・ヘソン |              | 03:14 |
| 合計時間: | 合計時間:                    | 合計時間:                 | 6:28                      |              |       |

### Part 2
| #         | タイトル                  | 作詞                         | 作曲・編曲                        | アーティスト     | 時間  |
| --------- | ------------------------- | ---------------------------- | --------------------------------- | ---------------- | ----- |
| 1.        | 「How It Happens」        | ドリュー・ライアン・スコット | ドリュー・ライアン・スコット      | アフター・ロミオ | 03:37 |
| 2.        | 「How It Happens」(Inst.) |                              | ドリュー・ライアン・スコット Ping |                  | 03:37 |
| 合計時間: | 合計時間:                 | 合計時間:                    | 7:14                              |                  |       |

### Part 3
| #         | タイトル                               | 作詞             | 作曲・編曲       | アーティスト           | 時間  |
| --------- | -------------------------------------- | ---------------- | ---------------- | ---------------------- | ----- |
| 1.        | 「星が降り注ぐ夜」(별빛이 쏟아지는 밤) | ファン・ヨンジュ | ファン・ヨンジュ | ソン・ユビン（MYTEEN） | 03:29 |
| 2.        | 「星が降り注ぐ夜」(Inst.)              |                  | ファン・ヨンジュ |                        | 03:29 |
| 合計時間: | 合計時間:                              | 合計時間:        | 6:58             |                        |       |

### Part 4
| #         | タイトル                    | 作詞                     | 作曲・編曲                 | アーティスト    | 時間  |
| --------- | --------------------------- | ------------------------ | -------------------------- | --------------- | ----- |
| 1.        | 「Will You Love Me」        | イ・シンソン ZigZag Note | ZigZag Note キム・ヨンソン | GB9、キム・ソヒ | 04:14 |
| 2.        | 「Will You Love Me」(Inst.) |                          | ZigZag Note キム・ヨンソン |                 | 04:16 |
| 合計時間: | 合計時間:                   | 合計時間:                | 8:30                       |                 |       |

### Part 5
| #         | タイトル                           | 作詞         | 作曲・編曲            | アーティスト | 時間  |
| --------- | ---------------------------------- | ------------ | --------------------- | ------------ | ----- |
| 1.        | 「ローラーコースター」(롤러코스터) | Kim Sung-tae | キム・ソンテ イ・ゴヌ | SEENROOT     | 03:14 |
| 2.        | 「ローラーコースター」(Inst.)      |              | キム・ソンテ イ・ゴヌ |              | 03:14 |
| 合計時間: | 合計時間:                          | 合計時間:    | 6:28                  |              |       |

### Part 6
| #         | タイトル                | 作詞                     | 作曲・編曲  | アーティスト | 時間  |
| --------- | ----------------------- | ------------------------ | ----------- | ------------ | ----- |
| 1.        | 「夢を見る」(꿈을 꾼다) | B.O.K E-QLO ソ・ヨンウン | B.O.K E-QLO | ソ・ヨンウン | 04:44 |
| 2.        | 「夢を見る」(Inst.)     |                          | B.O.K E-QLO |              | 04:44 |
| 合計時間: | 合計時間:               | 合計時間:                | 9:28        |              |       |

### Part 7
| #         | タイトル                | 作詞       | 作曲・編曲                       | アーティスト | 時間  |
| --------- | ----------------------- | ---------- | -------------------------------- | ------------ | ----- |
| 1.        | 「Unbelievable」        | イ・ソンウ | イ・ソンウ イン・ヨンフン Edison | Soulstar     | 03:41 |
| 2.        | 「Unbelievable」(Inst.) |            | イ・ソンウ イン・ヨンフン Edison |              | 03:41 |
| 合計時間: | 合計時間:               | 合計時間:  | 7:22                             |              |       |

### Part 8
| #         | タイトル        | 作詞         | 作曲・編曲            | アーティスト | 時間  |
| --------- | --------------- | ------------ | --------------------- | ------------ | ----- |
| 1.        | 「そう」(그래)  | キム・ソンテ | イ・ゴヌ キム・ソンテ | Dalda        | 03:35 |
| 2.        | 「そう」(Inst.) |              | イ・ゴヌ キム・ソンテ |              | 03:35 |
| 合計時間: | 合計時間:       | 合計時間:    | 7:10                  |              |       |

## 評価
大作ドラマ『師任堂、色の日記』と同時間帯で大物俳優の出演がないにもかかわらず、高視聴率を記録し、爆発的人気を得た。特に退廃した企業経営者や社会に対するパンチと風刺の効いた決め台詞は視聴者の共感を呼び、好意的な反響を得た。また、多種多様なパフォーマンスを見せた主演のナムグン・ミンは、キャラクターと演技を完璧に融合させ、平凡なオフィス犯罪コメディに成りえたドラマを救った、と評価された。コリアタイムスは、「気詰まりなストーリー（激しい競争に起因する着服やリストラなどの社会問題を取り扱ったストーリー）を機知に富んだ方法で描いている」と評価した。

## 視聴率
以下の表において、青字は最低視聴率、赤字は最高視聴率を示す。
| 話   | 放送日        | 平均視聴率  | 平均視聴率  | 平均視聴率  | 平均視聴率  |
| 話   | 放送日        | TNmS        | TNmS        | AGB Nielsen | AGB Nielsen |
| 話   | 放送日        | 全国        | 首都圏      | 全国        | 首都圏      |
| ---- | ------------- | ----------- | ----------- | ----------- | ----------- |
| 1    | 2017年1月25日 | 6.6% (19位) | 7.1% (19位) | 7.8% (17位) | 7.7% (15位) |
| 2    | 2017年1月26日 | 6.3% (20位) | 6.5% (18位) | 7.2% (18位) | 7.2% (15位) |
| 3    | 2017年2月1日  | 11.7% (7位) | 13.3% (4位) | 12.8% (5位) | 12.8% (5位) |
| 4    | 2017年2月2日  | 11.5% (7位) | 13.3% (4位) | 13.8% (4位) | 14.1% (4位) |
| 5    | 2017年2月8日  | 13.2% (4位) | 15.5% (4位) | 15.5% (4位) | 15.8% (4位) |
| 6    | 2017年2月9日  | 12.1% (6位) | 12.9% (4位) | 16.7% (4位) | 17.6% (3位) |
| 7    | 2017年2月15日 | 13.1% (4位) | 15.0% (4位) | 16.1% (4位) | 16.3% (4位) |
| 8    | 2017年2月16日 | 13.7% (4位) | 15.6% (4位) | 17.6% (4位) | 17.3% (4位) |
| 9    | 2017年2月22日 | 15.5% (4位) | 16.2% (4位) | 17.8% (3位) | 18.0% (3位) |
| 10   | 2017年2月23日 | 15.2% (4位) | 15.6% (4位) | 17.2% (4位) | 17.3% (3位) |
| 11   | 2017年3月1日  | 15.6% (4位) | 17.0% (3位) | 18.4% (3位) | 19.2% (3位) |
| 12   | 2017年3月2日  | 16.3% (4位) | 17.8% (3位) | 18.4% (3位) | 18.5% (3位) |
| 13   | 2017年3月8日  | 15.3% (4位) | 16.2% (4位) | 16.8% (4位) | 16.8% (4位) |
| 14   | 2017年3月9日  | 14.3% (4位) | 14.9% (4位) | 17.1% (4位) | 16.9% (3位) |
| 15   | 2017年3月15日 | 14.6% (4位) | 16.1% (3位) | 18.4% (4位) | 19.1% (3位) |
| 16   | 2017年3月16日 | 16.2% (4位) | 18.1% (3位) | 17.1% (4位) | 17.6% (3位) |
| 17   | 2017年3月22日 | 17.4% (4位) | 19.7% (4位) | 17.4% (4位) | 17.5% (4位) |
| 18   | 2017年3月23日 | 16.0% (4位) | 17.3% (3位) | 17.0% (4位) | 17.5% (3位) |
| 19   | 2017年3月29日 | 17.0% (4位) | 18.6% (3位) | 16.9% (4位) | 16.8% (4位) |
| 20   | 2017年3月30日 | 18.0% (4位) | 18.7% (3位) | 17.2% (4位) | 17.8% (3位) |
| 平均 | 平均          | 14.0%       | 15.3%       | 15.9%       | 16.1%       |

## 受賞歴
| 年     | 賞                         | 部門                         | 受賞者                       | 結果       |
| ------ | -------------------------- | ---------------------------- | ---------------------------- | ---------- |
| 2017年 | 第53回百想芸術大賞         | 最優秀演技賞                 | ナムグン・ミン               | ノミネート |
| 2017年 | 第44回韓国放送大賞         | 演技者部門個人賞             | ナムグン・ミン               | 受賞       |
| 2017年 | 第10回コリアドラマアワード | 作品賞                       | 『キム課長とソ理事』         | ノミネート |
| 2017年 | 第10回コリアドラマアワード | プロデューサー賞             | イ・ジャンス                 | 受賞       |
| 2017年 | 第10回コリアドラマアワード | 脚本賞                       | イ・ウンジン                 | ノミネート |
| 2017年 | 第10回コリアドラマアワード | 最優秀演技賞                 | ナムグン・ミン               | ノミネート |
| 2017年 | 第10回コリアドラマアワード | 優秀演技賞                   | イ・イルファ                 | 受賞       |
| 2017年 | 第10回コリアドラマアワード | OST賞                        | DinDin「Must Be The Money」  | 受賞       |
| 2017年 | 第1回ザ・ソウルアワーズ    | 主演男優賞                   | ナムグン・ミン               | ノミネート |
| 2017年 | 第31回KBS演技大賞          | 最優秀演技賞                 | ナムグン・ミン               | 受賞       |
| 2017年 | 第31回KBS演技大賞          | 優秀演技賞（中編ドラマ部門） | イ・ジュノ                   | 受賞       |
| 2017年 | 第31回KBS演技大賞          | 優秀演技賞（中編ドラマ部門） | ナムグン・ミン               | ノミネート |
| 2017年 | 第31回KBS演技大賞          | 優秀演技賞（中編ドラマ部門） | ナム・サンミ                 | ノミネート |
| 2017年 | 第31回KBS演技大賞          | 助演賞                       | ドンハ                       | ノミネート |
| 2017年 | 第31回KBS演技大賞          | 助演賞                       | キム・ウォネ                 | ノミネート |
| 2017年 | 第31回KBS演技大賞          | 助演賞                       | イ・イルファ                 | 受賞       |
| 2017年 | 第31回KBS演技大賞          | 助演賞                       | チョン・ヘソン               | 受賞       |
| 2017年 | 第31回KBS演技大賞          | 助演賞                       | ソ・ジョンヨン               | ノミネート |
| 2017年 | 第31回KBS演技大賞          | 新人賞                       | キム・ソンホ                 | ノミネート |
| 2017年 | 第31回KBS演技大賞          | 新人賞                       | イ・ジュノ                   | ノミネート |
| 2017年 | 第31回KBS演技大賞          | 新人賞                       | イム・ファヨン               | ノミネート |
| 2017年 | 第31回KBS演技大賞          | ネチズン賞                   | ナムグン・ミン               | ノミネート |
| 2017年 | 第31回KBS演技大賞          | ネチズン賞                   | イ・ジュノ                   | ノミネート |
| 2017年 | 第31回KBS演技大賞          | ベストカップル賞             | ナムグン・ミン＆ナム・サンミ | ノミネート |
| 2017年 | 第31回KBS演技大賞          | ベストカップル賞             | ナムグン・ミン＆イ・ジュノ   | 受賞       |
| 2018年 | 第30回韓国PD大賞           | 作品賞（ドラマ部門）         | 『キム課長とソ理事』         | 受賞       |

## 関連作品
2017年4月、KBSメディアからドラマ関連本「キム課長 職場白書（原題）」が出版された。韓国で初めてドラマとウェブトゥーンがコラボした書籍で、会社生活に役立つTipやドラマの名場面、名台詞、ウェブトゥーン作家ヤン・ギョンスによるエンディングシーンのイラストなどが収録されている。